# Xarxa d'àrea local sense fils

Exemple de xarxa WLAN

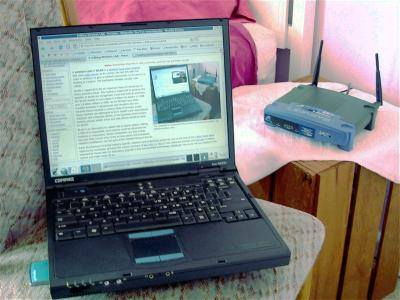
Ordinador portàtil connectat a la xarxa sense fils utilitzant ...

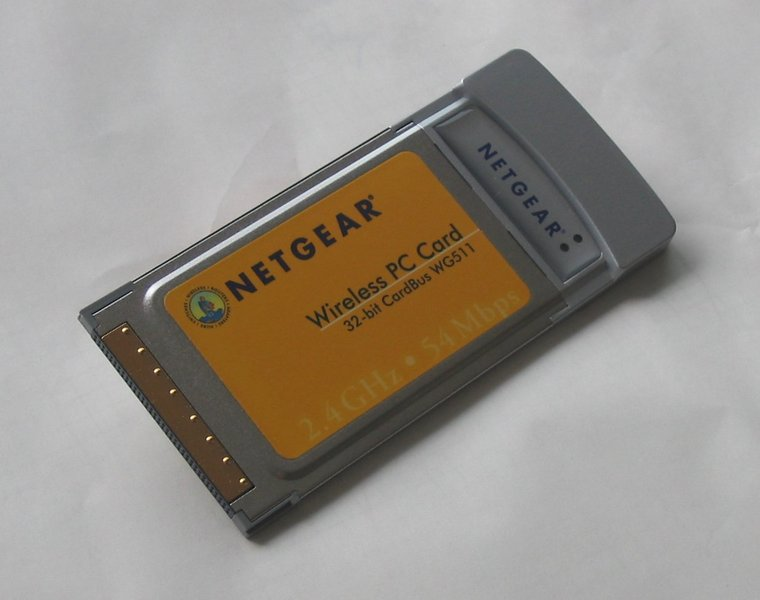
... un adaptador PCMCIA.

Una xarxa d'àrea local sense fils o WLAN  (de l'anglès Wireless Local Area Network) és un sistema de comunicació de dades sense fils flexible, molt utilitzat com a alternativa a les xarxes d'àrea local cablejades o com a extensió d'aquestes. Usa tecnologies de radiofreqüència que permet major mobilitat als usuaris en minimitzar les connexions cablejades. Aquestes xarxes van adquirint importància en molts camps, com magatzems o per manufactura, en què es transmet la informació en temps real a una terminal central. També són molt populars en les llars per compartir l'accés a Internet entre diversos ordinadors.

## Funcionament

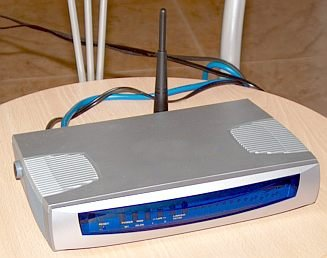
Punt d'accés WLAN.

S'utilitzen ones de ràdio per portar la informació d'un punt a un altre sense necessitat d'un medi físic guiat. En parlar d'ones de ràdio ens referim normalment a portadores de ràdio, sobre les quals va la informació, ja que realitzen la funció de portar l'energia a un receptor remot. Les dades a transmetre se superposen a la portadora de ràdio i d'aquesta manera poden ser extretes exactament en el receptor final.
A aquest procés se l'anomena modulació de la portadora per la informació que és transmesa. Si les ones són transmeses a diferents freqüències de ràdio, diverses portadores poden existir en igual temps i espai sense interferir entre elles. Per extreure les dades el receptor se situa en una determinada freqüència, freqüència portadora, ignorant la resta. En una configuració típica de LAN sense cable els punts d'accés (transceptor, en anglès "transceiver") connecten la xarxa cablejada d'un lloc fix mitjançant cablejat normalitzat. El punt d'accés rep la informació, l'emmagatzema i la transmet entre la WLAN i la LAN cablejada. Un únic punt d'accés pot suportar un petit grup d'usuaris i pot funcionar en un rang d'almenys trenta metres i fins a diversos centenars. El punt d'accés (o l'antena connectada al punt d'accés) és normalment col·locat en alt, però podria posar a qualsevol lloc en què s'obtingui la cobertura de ràdio desitjada. L'usuari final accedeix a la xarxa WLAN a través d’adaptadors de xarxa. Aquests proporcionen una interfície entre el sistema d'operació de xarxa del client (ENS: Network Operating System) i les ones, mitjançant una antena.
La naturalesa de la connexió sense cable és transparent a la capa d'aplicació.

## Configuració de xarxa per radiofreqüència
Poden ser de molt diversos tipus i tan simples o complexes com sigui necessari. La més bàsica es dona entre dos ordinadors equipats amb targetes adaptadores per WLAN, de manera que poden posar en funcionament una xarxa independent sempre que estiguin dins de l'àrea que cobreix cada un. Això és anomenat xarxa d'igual a igual (peer to peer). Cada client tindria únicament accés als recursos de l'altre client però no a un servidor central. Aquest tipus de xarxes no requereix administració o configuració prèvia.
Creant un punt d'accés sense fils es pot doblegar la distància a la qual un dispositiu comunicar-se, ja que aquests actuen com a repetidors. Des que el punt d'accés es connecta a la xarxa cablejada qualsevol client té accés als recursos del servidor i a més gestionen el tràfic de la xarxa entre els terminals més pròxims. Cada punt d'accés pot servir a diverses màquines, segons el tipus i el nombre de transmissions que tenen lloc.
Els punts d'accés tenen un abast finit, de l'ordre de 120 m en llocs o zones obertes. En zones grans com per exemple un campus universitari o un edifici és probablement necessari més d'un punt d'accés. L'objectiu és cobrir l'àrea amb cèl·lules que superposin les seves àrees de manera que els clients puguin moure sense talls entre un grup de punts d'accés. Això és anomenat roaming.

### Punts d'extensió
Per resoldre problemes particulars de topologies de xarxa, el dissenyador pot triar usar un Punt d'Extensió (EPs) per augmentar el nombre de punts d'accés a la xarxa, de manera que funcionen com a tals, però no estan enganxats a la xarxa cablejada com els punts d'accés. Els punts d'extensió funcionen com el seu nom indica: estenen l'abast de la xarxa retransmetent els senyals d'un client a un punt d'accés o bé a un altre punt d'extensió. Els punts d'extensió poden encadenar-per passar missatges entre un punt d'accés i clients llunyans de manera que es construeix un pont entre tots dos.
Connexions punt a punt
Un dels últims components a considerar en l'equip d'una WLAN és l'ús d’antenes direccionals per estendre la xarxa amb connexions punt a punt. Per exemple: si es vol una LAN sense cable a un altre edifici a 1 km de distància, una solució pot ser instal·lar una antena en cada edifici amb línia de visió directa. L'antena del primer edifici està connectada a la xarxa cablejada mitjançant un punt d'accés. Igualment en el segon edifici es connecta un punt d'accés, la qual cosa permet una connexió sense cable en aquesta aplicació.

### Assignació de canals
Els estàndards 802.11b i 802.11g utilitzen la banda de 2,4-2,5 GHz. En aquesta banda, es van definir 11 canals utilitzables per equips wifi, els quals poden configurar-se d'acord amb necessitats particulars. No obstant això, els 11 canals no són completament independents (canals contigus se superposen i es produeixen interferències) i en la pràctica només es poden utilitzar 3 canals en forma simultània (1, 6 i 11). Això és correcte per a USA i molts països d'Amèrica Llatina, perquè a Europa l'ETSI ha definit 13 canals. En aquest cas, per exemple a Espanya, es poden fer servir 4 canals no-adjacents (1, 5, 9 i 13). Aquesta assignació de canals usualment es fa només en el punt d'accés, ja que els «clients» automàticament detecten el canal, excepte en els casos en què es forma una xarxa ad hoc o punt a punt quan no hi ha punt d'accés.
La família 802.11 consisteix en una sèrie de tècniques de modulació semidúplex  que utilitzen el mateix protocol bàsic. La família del protocol 802.11 usa l'accés múltiple per detecció de portadora amb evitació de col·lisions o Carrier Sense Multiple Access With Collission Avoidance (CSMA/CA) pel qual l'equip escolta un canal per a altres usuaris (inclosos els usuaris no 802.11) abans de transmetre cada paquet o trama.
Taula Resum del Protocol i Estàndards IEEE 802.11 Wi-Fi
| Estàndard        | Llançament | Freqüència | Amplada del Canal   | MIMO                        | Velocitat | Abast Interior | Distància Exterior |
| ---------------- | ---------- | ---------- | ------------------- | --------------------------- | --------- | -------------- | ------------------ |
| 802.11           | 1997       | 2.4 GHz    | 20 MHz              |                             | 2 Mbps    | 20m            | 100m               |
| 802.11b Wi-Fi 1  | 1999       | 2.4 GHz    | 20 MHz              |                             | 11 Mbps   | 35m            | 120m               |
| 802.11a Wi-Fi 2  | 1999       | 5 GHz      |                     |                             | 54 Mbps   | 35m            | 120m               |
| 802.11g Wi-Fi 3  | 2003       | 2.4 GHz    | 20 MHz              |                             | 54 Mbps   | 38m            | 140m               |
| 802.11n Wi-Fi 4  | 2009       | 2.4, 5 GHz | 20, 40 MHz          | Usuari Únic (SU-MIMO)       | 600 Mbps  | 70m            | 250m               |
| 802.11ac Wi-Fi 5 | 2013       | 2.4, 5 GHz | 20, 40, 80, 160 MHz | Múltiples Usuaris (MU-MIMO) | 1 Gbps    | 35m            | 120m               |
| 802.11ax WI-FI 6 | 2019       | 2.4, 5 GHz | 20, 40, 80, 160 MHz | Múltiples Usuaris (MU-MIMO) | 2.4 Gbps  | 30m            | 120m               |

## Seguretat
Un dels problemes d'aquest tipus de xarxes és precisament la seguretat, ja que qualsevol persona amb una terminal sense fil podria comunicar-se amb un punt d'accés privat si no es disposen de les mesures de seguretat adequades. Aquestes mesures van encaminades en dos sentits: d'una banda hi ha el xifrat de les dades que es transmeten i en un altre pla, però igualment important, es considera l'autenticació entre els diversos usuaris de la xarxa. En el cas del xifrat s'estan realitzant diverses investigacions, ja que els sistemes considerats inicialment s'han aconseguit desxifrar. Per l'autenticació s'ha pres com a base el protocol de verificació EAP (Extensible Authentication Protocol), que és bastant flexible i permet l'ús de diferents algorismes.

## Velocitat
Un altre dels problemes que presenta aquest tipus de xarxes és que actualment (a nivell de xarxa local) no arriben a la velocitat que obtenen les xarxes de dades cablejades.
A més a més, en relació amb l'apartat de seguretat, l'haver de xifrar tota la informació fa que una gran part de la informació que es transmet sigui de control i no informació útil per als usuaris, de manera que fins i tot es redueix la velocitat de transmissió de dades útils.

## Nota
1. ↑  Byron W. Putman. 802.11wlan Hands-on Analysis: Unleashing the Network Monitor for Troubleshooting And Optimization.  AuthorHouse, desembre 2005. ISBN 9781425907358 [Consulta: 6 juliol 2011].
2. ↑  PIP. «WIFI 802.11 Speeds, Standards & Range: A Comprehensive Guide – PIP» (en anglès americà), 11-04-2024. [Consulta: 30 gener 2025].